# Contrabbando (romanzo)
Contrabbando (Contrabando) è un romanzo del 1938 del giornalista e scrittore cubano Enrique Serpa. È stato tradotto in varie lingue.

## Trama
Sulla goletta Buena ventura, le vicende sono affidate alla voce narrante di uno dei due protagonisti, un armatore sciocco, presuntuoso, e pavido. Il suo contraltare, al quale è dapprima contrapposto, è l'esperto capitano Squalo, archetipo del perfetto "lupo di mare", esperto sia nella navigazione, la conoscenza dei mari locali (e non solo) ma anche nel condurre l'equipaggio tanto nel lavoro quanto nello spirito. 
La crisi colpisce duramente Cuba e la sua gente, e la pesca, è faticosa e non remunerativa, cosa che, oltre a non intaccare la povertà abbatte il morale. Squalo propone perciò al principale di virare sul contrabbando, più rischioso ma anche più fruttuoso, sia per i marinai che per il capo. Questi, mentre continua a consumare la sua vita in vizi che lo debilitano tanto nell’anima e quanto nel fisico, dopo un tentennamento iniziale si lascia coinvolgere e, guidato dal suo “braccio destro” comincia ad intrecciare i preparativi dell’impresa. Che con vari fasi ed intermediari coinvolti, comporta il viaggio col carico di rum verso gli Stati Uniti, dove il proibizionismo, promette affari allettanti. 
Nel mentre, si dipana il suo sguardo, mesto e comprensivo, nei riguardi delle misere condizioni di vita della gente comune, con le sue privazioni e dignità - contesto sorprendentemente simile alla Cuba odierna -. Questo si riflette anche in alcune vicende incorse in seno alla ciurma.

## Edizioni
- Contrabbando, elliot, 2011.